# Ping An Finance Center
Ping An Finance Center (chiń.: 平安金融中心; pinyin: Píng’ān jīnróng zhōngxīn) – wieżowiec w Shenzhen, w prowincji Guangdong, w Chińskiej Republice Ludowej. Wysokość całkowita budynku wynosi 599 m co czyni go najwyższym wieżowcem w Shenzhen i drugim co do wielkości w Chinach, został otwarty w 2017 roku. Stał się najwyższym wieżowcem biurowym na świecie. Powierzchnia budynku to 462 tysiące metrów kwadratowych.
Koszt wybudowanie budynku to ok. 5,49 miliarda złotych ($ 1,5 miliarda)